# Blistrup (plaats)
Blistrup is een plaats in de Deense regio Hovedstaden, gemeente Gribskov, en telt 1008 inwoners (2007).